# HMS Dolphin (1781)
HMS Dolphin — 44-пушечный двухдечный корабль. Третий корабль Королевского флота, названный Dolphin (дельфин).
Заказан 8 января 1777 года. Заложен 1 мая 1777 года в Чатеме; корабельный мастер Израэль Пауналл до апреля 1779 года. Спущен на воду 10 марта 1781 года. Достроен 11 мая 1781 года Николасом Филипсом там же.

## Служба

### Американская революционная война
1781 — вступил в строй в марте, капитан Уильям Блэр (англ. William Blaire); эскадра Северного моря; 5 августа был при Доггер-банке в линии баталии.
В 1781 году сэр Хайд Паркер поднял свой флаг на HMS Fortutude, в качестве командира эскадры, куда входил Dolphin, для сопровождения конвоя из 700 «купцов» из Лейта в Балтийское море. При возвращении с обратным конвоем сэр Хайд, с 7 линейными кораблями и 6 фрегатами, 5 августа наткнулся у Доггер-банки на голландского вице-адмирала Зутмана, имевшего столько же кораблей, и также сопровождавшего конвой.
Адмирал Паркер поручил коновой капитану HMS Tartar Саттону (англ. Sutton) с приказом привести его домой как можно скорее. Британская эскадра выстроила линию и стала спускаться на голландцев, которые поставили свой конвой и фрегаты с подветра от эскадры. Они сблизились на пистолетный выстрел не открывая огня, затем, после непрерывного обмена залпами в течение 3 часов и 40 минут, вице-адмирал Паркер спустил сигнал к бою, и английские корабли легли в дрейф для ремонта повреждений. Fortutude потерял 20 человек убитыми, были ранены лейтенанты Джозеф Харрингтон (англ. Joseph Harrington, смертельно), и Джон Вэгхорн (англ. John Waghorn), боцман Мартин Кинкли (англ. Martin Kinckley), лоцман и 67 человек команды. На Dolphin было 12 убитых, включая лейтенанта Долби (англ. Dalby), и 33 раненых, в том числе боцман. Всего на эскадре было 109 убитых и 362 раненых, многие смертельно.
Голландские потери были тяжелее. Hollandia затонула в ночь на 6 августа, её флаг был спасен HMS Belle Poule и представлен адмиралу Паркеру. На остальных голландских кораблях 142 человека были убиты и 403 ранены. Несмотря на это, голландцы заявили победу, когда добрались до Голландии.
1782 — капитан Роберт Маннерс Саттон (англ. Robert Manners Sutton); 31 января ушел на Ямайку; октябрь, и.о. капитана коммандер Джордж Трипп (англ. George Tripp).

### Межвоенный период
1784 — январь, выведен в резерв и рассчитан; март-июнь, малый ремонт  в Чатеме.
1790 — октябрь, переделан в госпитальное судно в Чатеме по февраль 1791 года.
1791 — в Портсмуте.

### Французские революционные войны
1793 — январь, введен в строй как госпитальное судно, коммандер Джеймс Мэй (англ. James May); 22 мая ушел в Средиземное море. Когда республиканцы штурмовали форты вокруг Тулона, удерживаемые британцами и французскими роялистами, Dolphin эвакуировал из города раненых, и доставил их в Гибралтар.
1794 — январь, коммандер Ричард Реталик (англ. Richdrd Retalick).
1797 — март, коммандер Роберт Уильямс (англ. Robert Williams); октябрь, лейтенант Йосия Несбит (англ. Josiah Nesbitt, приемный сын Нельсона). Лейтенант Несбит был переведен на Dolphin сэром Джоном Джервисом по настоянию Нельсона и, согласно письму эрла Сент-Винсента:

…Показал себя превосходно, выведя свой корабль и присоединившись к нам под Кадисом когда мы пришли, проведя конвой транспортов с войсками из Гибралтара в Лиссабон, и выходя в очень плохую погоду для прикрытия отставших судов конвоя.
Оригинальный текст (англ.)Acquitted himself marvellously well in getting his ship out and joining us of Cadiz when we arrived, in conducting a convoy of transports with troops from Gibraltar to Lisbon, and pushing out to protect the stragglers of a convoy in very bad weather.

1798 — госпитальное судно в Лиссабоне; ноябрь, был при оккупации Минорки.
1799 — февраль, коммандер Томас Бейли (англ. Thomas Bayley); сентябрь, коммандер Филип Бивер (англ. Philip Beaver); декабрь, коммандер Джон Далримпл (англ. John Dalrymple).
1800 — январь-апрель, превращен в войсковой транспорт в Дептфорде, с установкой 20 × 9-фн пушек на опер-деке; вооруженный en flûte (как 24-пушечный войсковой транспорт) был в Египте.
1802 — январь, вернулся в Англию; март, выведен в резерв и рассчитан.

### Наполеоновские войны

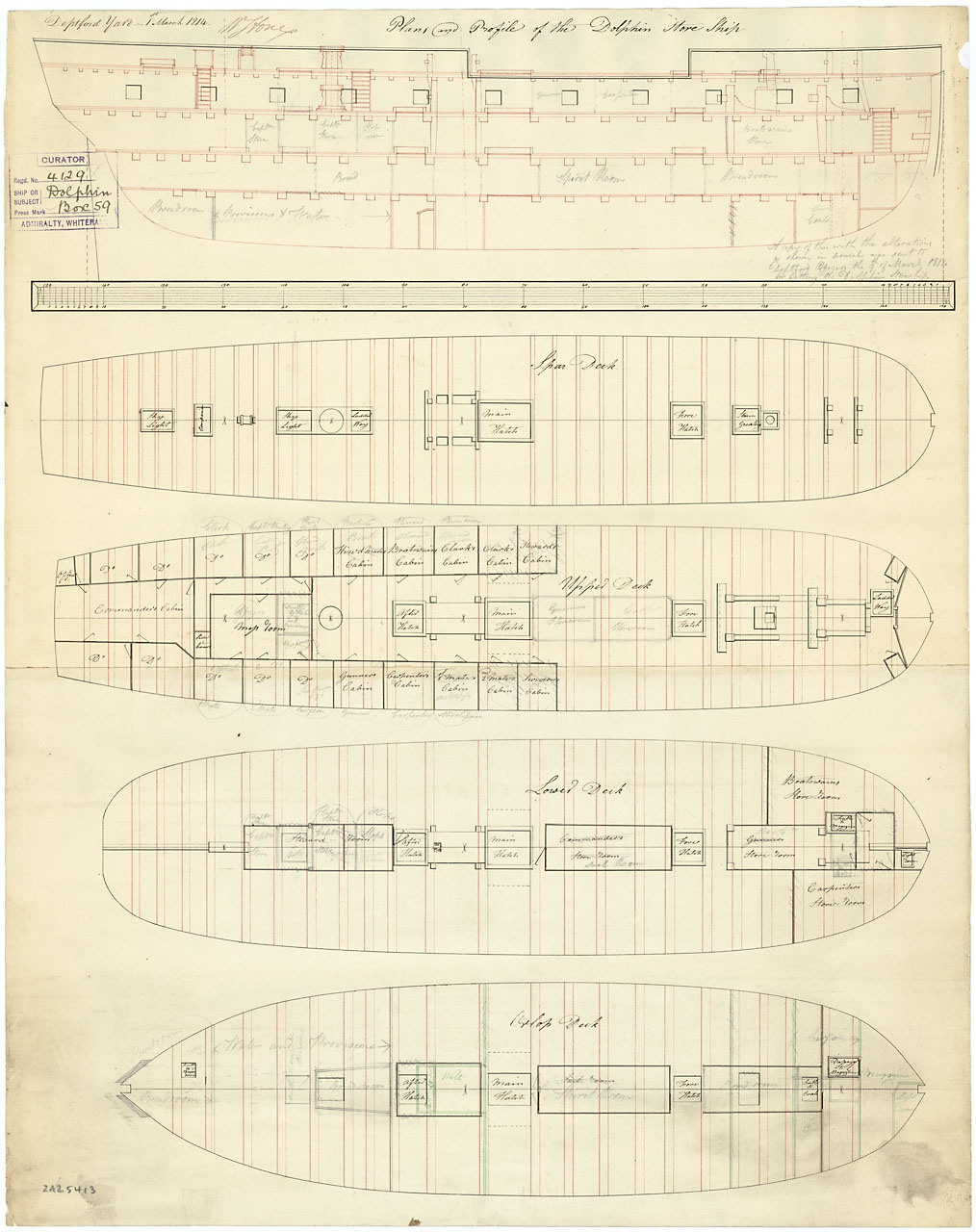
HMS Dolphin как грузовой транспорт, 1814

1803 — октябрь, переделка (по январь 1804 года) в грузовой транспорт в Дептфорде, для перевозок в Ирландию.
1804 — январь, введен в строй как 20-пушечный грузовой транспорт, коммандер Джон Шортленд (англ. John Shortland); октябрь, коммандер Айзек Ферьер (англ. Isaac Ferrieres).
1805 — октябрь (по другим данным 21 августа), ушел на Подветренные острова.
1806 — сентябрь, коммандер Даниэл Танди (англ. Daniel Tandy).
1807 — плавучая казарма морской пехоты в Вулвиче; октябрь, большой ремонт и оснащение под грузовой транспорт в Дептфорде по ноябрь 1808 года.
1808 — октябрь, введен в строй, коммандер Кристофер Уотсон (англ. Christopher Watson).
1809 — ушел на Подветренные острова.
1810 — сентябрь, коммандер Александр Мильнер (англ. Alexander Milner), командовал до 1815 года.
1811 — февраль-апрель, оснащение в Портсмуте. По другим данным, вооруженный en flûte, ходил на Мыс Доброй Надежды и в Ост-Индию, мастер Блэк (англ. A. Black).
1812 — Дептфорд.
1814 — Бермуда.
1815 — Спитхед.
1817 — июль, разобран в Портсмуте.